# Police Quest III: The Kindred
Police Quest III: The Kindred è un'avventura grafica prodotta e distribuita da Sierra On-Line, terzo episodio della serie Police Quest. Il videogioco uscì nel 1991 per i computer Amiga e MS-DOS con il sistema grafico SCI.